# آبشار هربرت
آبشار هربرت (به انگلیسی: Herbert River Falls) آبشاری است که در کوئینزلند، استرالیا واقع شده و ارتفاع کلی ریزشگاه آن ۱۲۲ متر (۴۰۰ فوت) است.